# Municipio de Pulawski
El municipio de Pulawski (en inglés: Pulawski Township) es un municipio ubicado en el condado de Presque Isle en el estado estadounidense de Míchigan. En el año 2010 tenía una población de 343 habitantes y una densidad poblacional de 3,02 personas por km².

## Geografía
El municipio de Pulawski se encuentra ubicado en las coordenadas 45°21′42″N 83°42′6″O / 45.36167, -83.70167. Según la Oficina del Censo de los Estados Unidos, el municipio tiene una superficie total de 113.49 km², de la cual 108,35 km² corresponden a tierra firme y (4,53 %) 5,14 km² es agua.

## Demografía
Según el censo de 2010, había 343 personas residiendo en el municipio de Pulawski. La densidad de población era de 3,02 hab./km². De los 343 habitantes, el municipio de Pulawski estaba compuesto por el 97,67 % blancos, el 0,29 % eran amerindios y el 2,04 % eran de una mezcla de razas. Del total de la población el 0 % eran hispanos o latinos de cualquier raza.